# Grimbiémont
Grimbiémont is een dorp in de Belgische provincie Luxemburg. Het is een deelgemeente van Roy, wat op zijn beurt een deel is van de stad Marche-en-Famenne. Grimbiémont ligt twee kilometer ten noordoosten van het dorpscentrum van Roy. Ten zuiden van het dorp stroomt het riviertje de Hedrée.

## Geschiedenis
Op de Ferrariskaart uit de jaren 1770 is de plaats weergegeven als het gehucht Grimbiemont. Op het eind van het ancien régime werd Grimbémont een gemeente, maar deze werd in 1811 weer opgeheven en bij Lignières gevoegd, later bij Roy.

## Bezienswaardigheden

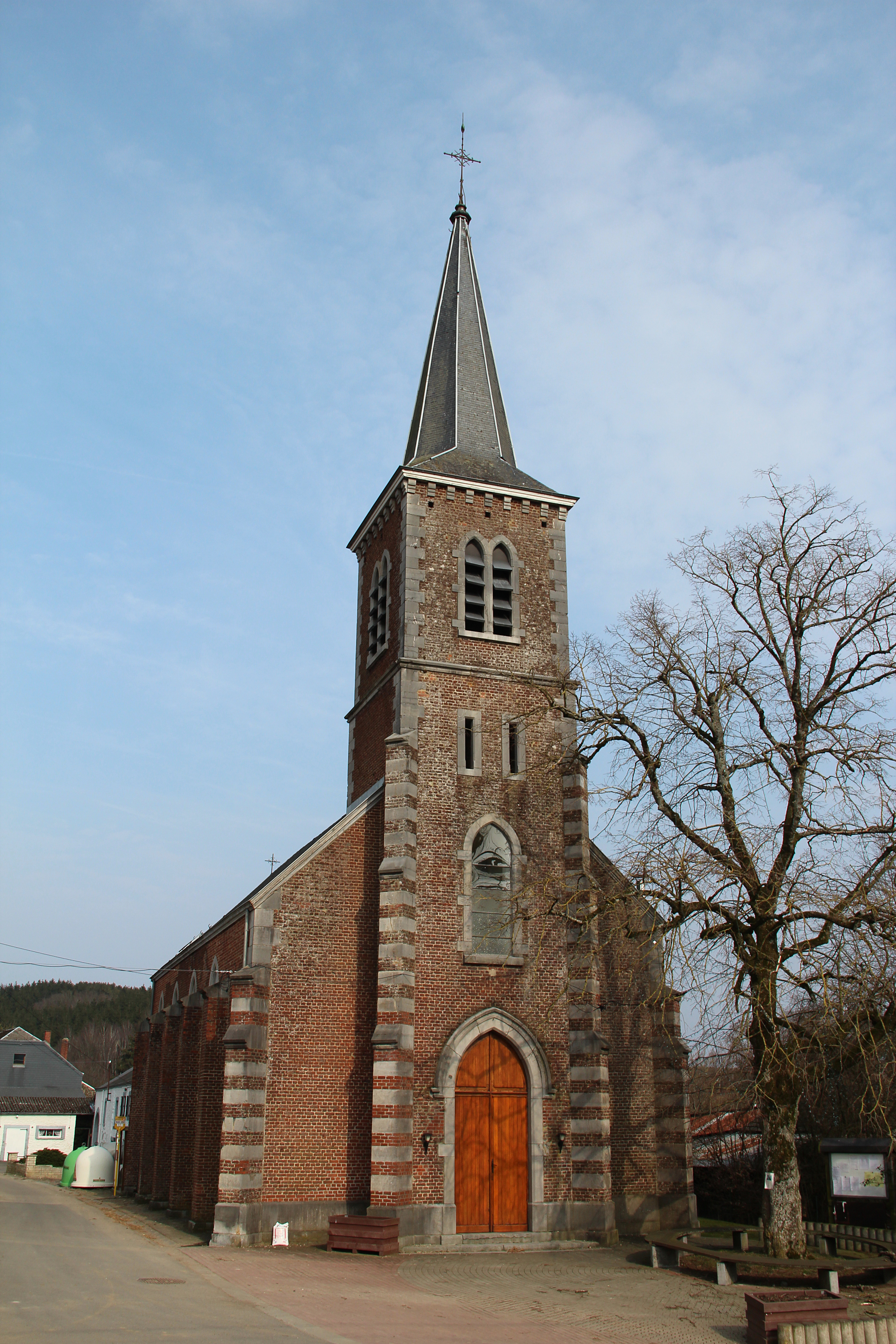
De Remacliuskerk te Grimbiémont

- de Église Saint-Remacle

## Verkeer en vervoer
Langs Grimbiémont loopt de N888 van Marche-en-Famenne naar La Roche-en-Ardenne.
Deelgemeenten: Aye · Hargimont · Humain · Marche-en-Famenne · On · Roy · Waha

Overige dorpen: Champlon-Famenne · Grimbiémont · Hollogne · Jemeppe · Lignières · Marloie · Verdenne 

Belgische gemeenten · Arrondissement Marche-en-Famenne · Luxemburg · Wallonië